# Ривизондоли (Л'Аквила)
Ривизондоли (итал. Rivisondoli) је насеље у Италији у округу Л'Аквила, региону Абруцо.
Према процени из 2011. у насељу је живело 647 становника. Насеље се налази на надморској висини од 1303 м.